# Хвощеватый (Павловский район)
Хвощеватый — хутор в Павловском районе Воронежской области Российской Федерации. Входит в Песковское сельское поселение.

## География
Хутор расположен в центральной части поселения между сёлами Пески и Берёзово.
Село, как и вся Воронежская область, живёт по Московскому времени.

## История
Хутор основан во второй половине XVIII века.

## Население
| 1859 | 1980 | 2007 | 2009 | 2010 |
| ---- | ---- | ---- | ---- | ---- |
| 440  | ↘86  | ↘29  | ↘27  | ↘23  |

## Улицы
На хуторе нет улиц.